# Altkom Software & Consulting
Altkom Software & Consulting Sp. z o.o. (ASC) – polski software house, specjalizujący się w tworzeniu  dedykowanego oprogramowania biznesowego i usługach  doradztwa informatycznego dla sektora finansowego oraz szeroko rozumianego przemysłu. Do klientów ASC należą największe banki i towarzystwa ubezpieczeniowe w Polsce i Europie.
Obecnie firma zatrudnia blisko 200 osób: programistów, architektów, konsultantów, analityków, testerów, devopsów, specjalistów cloud, specjalistów UX/UI oraz kierowników projektów i scrum masterów.
Centrala spółki znajduje się w Warszawie, a lokalne oddziały w Krakowie, Lublinie, Łodzi i Białymstoku.
ASC świadczy usługi od 1997 roku, najpierw jako pion Altkom Akademii, a od 2016 jako niezależny podmiot gospodarczy. W 2019 roku firma powołała spółkę Altkom Experts zajmującą się outsourcingiem specjalistów i zespołów IT, a w 2020 roku zainwestowała w agencję strategiczną Kreatik.
Prezesem Zarządu ASC jest Adam Lejman, a Wiceprezesem właściciel i założyciel Altkom Akademii, Tadeusz Alster.

## Historia
Początki ASC sięgają 1997 roku, kiedy powiązana kapitałowo spółka Altkom Akademia nawiązała współpracę z Sun Microsystems (twórcą Javy) i uruchomiła pierwsze w Polsce certyfikowane kursy programowania w tym języku. Wówczas do zespołu w roli trenera dołączył Adam Lejman, obecny CEO ASC.
Już po pierwszych szkoleniach, pojawiła się potrzeba, aby w jednym z telekomów zbudować rozwiązanie oparte właśnie na języku Java. Wykorzystywać miało raczkujące możliwości komunikacji internetowej w celach obsługi salonów sprzedaży. Zespół programistów Java – powstały na potrzeby tego projektu – zapoczątkował w ramach struktur Altkom pion zajmujący się budową dedykowanych rozwiązań. W 2000 roku zespół ten liczył już ponad 30 osób i jako niezależna jednostka biznesowa projektował systemy dla firm mediowych i sektora finansowego. Wówczas zyskał funkcjonującą do dziś nazwę Altkom Software & Consulting.
Kolejne lata to stopniowy, konsekwentny wzrost organiczny Altkom Software & Consulting. Do 2019 roku przyjętym kierunkiem strategicznym był rozwój bazujący na poszerzaniu oferty usług i budowie nowych kompetencji technologicznych z wykorzystaniem własnych zasobów. Lata doświadczeń projektowych zaowocowały wypracowaniem autorskiego podejścia do tworzenia oprogramowania, nastawionego na wykorzystywanie zwinnych metodyk, noszącego nazwę „Software as a journey”. Efektami tej strategii było szybko rosnące portfolio projektowe, zespół oraz kompetencje technologiczne.
Rozwój ASC od 2019 roku mocno przyspieszył. W strategii firmy pojawiły się plany rozwoju nowych kompetencji, dzięki nawiązaniu partnerstw i akwizycji oraz ekspansji na rynki zagraniczne. W efekcie w 2019 roku powstała spółka Altkom Experts, zajmującą się outsourcingiem specjalistów i zespołów IT, a już rok później ASC zainwestowało w agencję strategiczną Kreatik.

## Kompetencje technologiczne i kierunki rozwoju
Kompetencje technologiczne ASC ukształtowały projekty dla sektora enterprise. Zespół firmy tworzą specjaliści od platform, języków programowania, frameworków czy baz danych typowych dla środowisk informatycznych dużych firm. Większość projektów realizowanych jest w języku Java oraz .Net.
Firma wyspecjalizowała się w łączeniu aplikacji pisanych w  Java i .NET z silnikiem procesowym Camunda BPM Platform, tworząc, rozwijając i wdrażając rozwiązania automatyzujące procesy biznesowe oraz przepływ pracy dla banków, towarzystw ubezpieczeniowych, a także firm leasingowych.
ASC posiada status AWS Select Consulting Partner i jest w trakcie realizacji certyfikacji Microsoft Azure, prowadzących do uzyskania statusu partnerskiego w zakresie środowiska chmury Azure.
W obszarze architektonicznym firma buduje i utrzymuje rozwiązania o modularnej  budowie, często oparte na podejściu mikroserwisowym.

## Zakres usług
Oferta ASC obejmuje pełne kompetencje software house’u, poszerzone o proces odkrywania i budowania strategii produktu, UX design oraz strategię marketingową. Dzięki temu firma skutecznie wspiera cele swoich klientów w całym cyklu życia produktów cyfrowych, od koncepcji, poprzez realizację, aż po wsparcie w wejściu na rynek:
- Budowa nowych systemów
- Automatyzacja procesów biznesowych
- Utrzymanie oprogramowania
- Konsulting oraz usprawnianie działu IT
- Analiza i bezpieczeństwo kodu
- Usługi cloud AWS i Azure
- Strategie cyfrowe / UX

## Produkty
Bogate doświadczenie w projektach dla sektora bankowego i ubezpieczeniowego zaowocowało stworzeniem własnych rozwiązań – platformy procesowej Digital Product Center i centralnego systemu ubezpieczeniowego White Label. Oba produkty zostały docenione i nagrodzone przez niezależnych ekspertów.
- Digital Product Center[9]

Platforma procesowa dla sprzedaży produktów bankowych i wsparcia obsługi klienta w kanałach elektronicznych: portal, online & mobile banking, call center, IVR. 
System uzyskał  rekomendację  „HIT Roku 2017”  w konkursie technologicznym organizowanym przez najstarszy magazyn ekonomiczny w Polsce, Gazetę Bankową.  
- White Label[11]

Centralny system ubezpieczeniowy obsługujący ubezpieczenia majątkowe i życiowe. Wspiera ubezpieczeniowe procesy biznesowe, począwszy od modelowania produktów oferowanych poprzez ścieżkę sprzedaży, kalkulację składek i obsługę polis, aż po likwidację szkód.
System został nagrodzony w 2018 roku tytułem „Hit Roku” w konkursie technologicznym Gazety Bankowej w kategorii „Ubezpieczenia i inne instytucje finansowe”.

## Klienci
Klienci ASC to największe banki i towarzystwa ubezpieczeniowe w Polsce i Europie oraz inne przedsiębiorstwa, będące liderami w swoich sektorach.
Wybrani klienci:
BNP Paribas, Santander Consumer Bank, ING Bank, Citibank Handlowy, Millenium Bank mBank Hipoteczny PKO BP Finat Bank Pocztowy, PKO Leasing, Allianz, Cardif Polska, Credit Agricole, TUW TUW, Ubezpieczenia Pocztowe, Saltus Ubezpieczenia, Qbroker, EUROINS, Delpharma, KOWAL, Polfarmex, BP Polska, MAGNA STEYR FAHRZEUGTECHNIK, Adampol, Medicover, LuxMed, AMS, Valeo Service, SEKO, FSC, ONSTAGE, Tipmedia, Statscore, Livespace, Narodowy Instytut Fryderyka Chopina i inni.

## Zespół
Obecnie firma zatrudnia blisko 200 osób; programistów, architektów, analityków, testerów, devopsów, specjalistów UX/UI, certyfikowanych specjalistów cloud, oraz kierowników projektów i scrum masterów.
ASC tworzy dla swoich pracowników środowisko sprzyjające rozwojowi kompetencji i wymianie wiedzy. Kluczowe inicjatywy w tym zakresie obejmują:
- Wewnętrzny LAB[16] – przestrzeń do testowania nowych technologii, zanim te wdrożone zostaną u Klientów ASC
- AKM (Altkom Knowledge Meeting) – wewnętrzne forum wymiany dokonań i pomysłów pracowników. Zespoły mają okazję spotkać się podczas cotygodniowych, otwartych webinarów
- Indywidualne ścieżki rozwoju i programy liderskie
- Wsparcie w budowaniu eksperckiej marki osobistej – zachęcanie i promowanie artykułów[17], webinarów[18] czy meetupów prowadzonych przez pracowników